# Ален Корбен
Ален Корбен (на френски: Alain Corbin) е френски историк, специалист по 19. век във Франция.

## Биография
Ален Корбен е роден на 12 януари 1936 г. в Лонли Лабий, Орн, Франция. Следва история в Университета на Кан, Нормандия, при професор Пиер Видал-Наке. Завършва през 1959 г., а през 1973 г. получава докторска степен от Сорбоната. Дисертацията му „Архаизъм и модернизъм в Лимузен през XIX век“ е публикувана през 1975 г. В периода 1969-1987 г. е преподавател в университетите на Лимож и Тур, а след това в Сорбоната до 2002 г.
Работи върху социалната история и историята на представителствата, като обогатява дисциплината с иновативния си подход към историйността на сетивата и чувствителността. Ранните му трудове са в направлението на Школа „Анали“, а по-късно е под влиянието на Люсиен Февър. Книгите му са изследвали историята на такива теми като мъжкия нагон и проституцията, откриването на туризма и плажа, сетивното преживяване на миризма и звук, и изгарянето през 1870 г. на млад благородник в Дордон.
Кавалер на Ордена на Почетния легион (1995).
През 2000 г. е удостоен с Голямата награда „Гобер“ на Френската академия за цялостното му творчество.
Президент е на организацията „Societé d 'histoire de la revolution de 1848“.
Ален Корбен живее със семейството си в Париж.

### Серия „История на тялото“ (Histoire du corps) – с Жан-Жак Кортен, Жорж Вигарело
1. De la Renaissance aux Lumières (2005)
2. De la Révolution à la Grande Guerre (2005)
3. Les mutations du regard (2006)

### Серия „История на мъжествеността“ (Histoire de la virilité) – с Жан-Жак Кортен, Жорж Вигарело
1. De l'antiquité aux lumières (2011)
2. Le Triomphe de la virilité, Le xixe siècle (2011)
3. La Virilité en crise ?, Le xxe-xxie siècle (2011)

### Серия „История на емоциите“ (Histoire des émotions) – с Жан-Жак Кортен, Жорж Вигарело
1. De l'Antiquité aux Lumières (2016)
2. Des Lumières à la fin du XIXe siècle (2016)
3. De la fin du XIXe siècle à nos jours (2017)